# Шарлота Амалия Вилхелмина фон Шлезвиг-Холщайн-Зондербург-Пльон
Шарлота Амалия Вилхелмина фон Шлезвиг-Холщайн-Зондербург-Пльон (на немски: Charlotte Amalie Wilhelmine von Schleswig-Holstein-Sonderburg-Plön; * 23 април 1744, Пльон; † 11 октомври 1770, Августенбург, Дания) от фамилията Олденбург, е принцеса от Шлезвиг-Холщайн-Зондербург-Пльон и чрез женитба херцогиня на Шлезвиг-Холщайн-Зондербург-Августенбург (1762 – 1770).

## Произход
Тя е най-малката дъщеря на херцог Фридрих Карл фон Шлезвиг-Холщайн-Зондербург-Пльон (1706 – 1761) и графиня Христиана Армгардис (Ирмгард) фон Ревентлов (1711 – 1779).

## Фамилия
Шарлота Амалия Вилхелмина се омъжва на 26 май 1762 г. в Райнфелд за херцог Фридрих Кристиан I фон Шлезвиг-Холщайн-Зондербург-Августенбург (1721 – 1794). Te имат децата:
- Луиза (1763 – 1764)
- Луиза Шарлота Каролина (1764 – 1815)
- Фридрих Кристиан II (1765 – 1814) ∞ на 27 май 1786 г. принцеса Луиза Августа Датска (1771 – 1843)
- Фридрих Карл Емил (1767 – 1841), датски генерал ∞ София фон Шеел (1776 – 1836), дъщеря на фрайхер Йурген Ерих фон Шеел
- Кристиан Август (1768 – 1810), датски генерал и като Карл Август наследствен принц на Швеция, умира обаче преди да поема трона
- София Амелия (1769)
- Карл Вилхелм (1770 – 1771)